# Força Aérea Nacional de Angola
A Força Aérea Nacional (FAN) é o ramo aéreo das Forças Armadas de Angola.
A Força Aérea Angolana foi criada a 21 de janeiro de 1976, como Força Aérea Popular de Angola/Defesa Aérea e Antiaérea (FAPA/DAA), tendo como núcleo inicial algumas aeronaves e infraestruturas da antiga 2ª Região Aérea (Angola e São Tomé e Príncipe) da Força Aérea Portuguesa, deixadas em Angola depois da sua independência de Portugal. No entanto, graças à influência soviética e cubana, a FAPA/DAA adoptaria uma organização e equipamentos do modelo do Pacto de Varsóvia. Em 2007, a Força Aérea Angolana mudou a sua deusignação oficial para "Força Aérea Nacional".

## Meios Aéreos
| Avião                                 | Origem           | Tipo                                   | Versões          | Em serviço       | Notas                              |                  |
| Avião de combate                      | Avião de combate | Avião de combate                       | Avião de combate | Avião de combate | Avião de combate                   | Avião de combate |
| ------------------------------------- | ---------------- | -------------------------------------- | ---------------- | ---------------- | ---------------------------------- | ---------------- |
| Mikoyan-Gurevich MiG-21               | União Soviética  | CaçaTreinamento                        | MiG-21MF MiG-21U | 205              |                                    |                  |
| Mikoyan-Gurevich MiG-23               | União Soviética  | Caça                                   | MiG-23ML         | 26               |                                    |                  |
| Sukhoi Su-27                          | União Soviética  | Superioridade AéreaTreinador de Ataque | Su-27S Su-27UB   | 51               | ex-caças da Força Aérea de Belarus |                  |
| Bombardeiros                          |                  |                                        |                  |                  |                                    |                  |
| Su-17                                 | União Soviética  | Bombardeiro                            | Su-22M4          | 1                |                                    |                  |
| Sukhoi Su-25                          | União Soviética  | Bombardeiro                            | Su-25K           | 0                |                                    |                  |
| Embraer EMB-314 Super Tucano          | Brasil           | Ataque leve                            | A-29             | 6                |                                    |                  |
| Avião de treinamento                  |                  |                                        |                  |                  |                                    |                  |
| Pilatus PC-7                          | Suíça            | Treinamento                            | PC-7             | 12               |                                    |                  |
| Yakovlev Yak-11                       | União Soviética  | Treinamento                            | Yak-11           | 11               |                                    |                  |
| Embraer EMB-312 Tucano                | Brasil           | Treinamento                            | EMB-312          | 5                |                                    |                  |
| Patrulha Marítima                     |                  |                                        |                  |                  |                                    |                  |
| Embraer EMB-110 Bandeirante           | Brasil           | Patrulha Marítima                      | EMB-111          | 2                |                                    |                  |
| Fokker F27 Friendship                 | Países Baixos    | Patrulha Marítima                      | F27MPA           | 1                |                                    |                  |
| Avião de transporte                   |                  |                                        |                  |                  |                                    |                  |
| Ilyushin Il-76                        | União Soviética  | Transporte                             | Il-76            | 1                | Caiu no dia 27 de agosto de 2009   |                  |
| Antonov An-32                         | União Soviética  | Transporte                             | An-32            | 3                |                                    |                  |
| Antonov An-26                         | União Soviética  | Transporte                             | An-26            | 12               |                                    |                  |
| CASA C-212 Aviocar                    | Espanha          | Transporte                             | C.212-200C.212M  | 65               |                                    |                  |
| Lockheed L-100 Hercules               | Estados Unidos   | Transporte                             | L-100-30         | 1                |                                    |                  |
| Dornier Do 228                        | Alemanha         | Transporte                             | Do 228           | 1                |                                    |                  |
| Cessna 172                            | Estados Unidos   | Utilitário                             | Cessna 172       | 3                |                                    |                  |
| Dornier Do 28                         | Alemanha         | Utilitário                             | Do 28            | 1                |                                    |                  |
| Embraer ERJ-135                       | Brasil           | Transporte VIP                         | ERJ-135BJ        | 1                |                                    |                  |
| Embraer EMB-120 Brasília              | Brasil           | Transporte VIP                         | EMB-120          | 1                | Caiu em 14 de Setembro de 2011     |                  |
| Helicóptero de transporte/Helicóptero |                  |                                        |                  |                  |                                    |                  |
| Mil Mi-24                             | União Soviética  | Ataque                                 | Mi-25 Mi-35      | 5 10             |                                    |                  |
| Mil Mi-8                              | União Soviética  | Helicóptero de transporte              | Mi-8             | 48               |                                    |                  |
| Aérospatiale Alouette II              | França           | Helicóptero Utilitário                 | SA 315B          | 2                |                                    |                  |
| Aérospatiale Alouette III             | França           | Helicóptero Utilitário                 | IAR 316B         | 15               |                                    |                  |
| Eurocopter AS365 Dauphin              | França           | Helicóptero Utilitário                 | SA 365C          | 10               |                                    |                  |
| Aérospatiale Gazelle                  | França           | Helicóptero Utilitário                 | SA 342M          | 7                |                                    |                  |
| Bell 212                              | Estados Unidos   | Helicóptero Utilitário                 | Bell 212         | 8                |                                    |                  |